# Efterfordon
Efterfordon är ett fordon som är kopplat till ett motordrivet fordon och som inte är avsett för godstransport. Efterfordon är undantagna från kraven om registrering och besiktning.
Undantagna från förbudet om godstransport är efterfordon utan fjädring om de är husvagnar, tankvagnar eller är avsedda för båttransport.
Högsta tillåten bredd inklusive utskjutande last är på gator och allmänna vägar 260 centimeter. Båtar och annan större last kan får vara upp till 310 centimeter förutsatt att Transportstyrelsens föreskrifter om transport av bred odelbar last följs.

## Några typer av efterfordon
- Små skyliftar
- Tryckluftsaggregat
- Kioskvagn
- Manskapsvagn
- Motorspruta